# Otholobium swartbergense
Otholobium swartbergense är en ärtväxtart som beskrevs av Charles Howard Stirton. Otholobium swartbergense ingår i släktet Otholobium och familjen ärtväxter. Inga underarter finns listade i Catalogue of Life.